# Марія (фільм, 2005)
Марія (англ. Mary) — американський трилер 2005 року режисера Абеля Феррари.

## Сюжет
Режисер Тоні Чайлдресс грає Христа у власному фільмі «Це моя кров». На роль Марії Магдалини він запрошує талановиту Марі Палезі, яка настільки увійшла в свою роль, що після зйомок вирішує залишитися в Єрусалимі. А в цей час у Теда Янгера, відомого журналіста, що живе в Нью-Йорку і ведучого популярне шоу, виникають серйозні проблеми. Його кар'єра в самому розквіті, але вагітна дружина після нещасного випадку потрапляє до лікарні. І одного разу настає момент, коли герої стрічки повинні відповісти на питання, наскільки сильна їх віра в Бога.

## У ролях
| Актор               | Роль                          |
| ------------------- | ----------------------------- |
| Жюльєт Бінош        | Марі Палезі / Марія Магдалина |
| Форест Вітакер      | Тед Янгер                     |
| Меттью Модайн       | Тоні Чайлдресс / Ісус         |
| Хезер Грем          | Елізабет Янгер                |
| Маріон Котіяр       | Гретхен Мол                   |
| Стефанія Рокка      | Бренда Сакс                   |
| Марко Леонарді      | апостол Петро                 |
| Лука Ліонелло       | апостол Хома                  |
| Маріо Опінато       | апостол Яків                  |
| Еліо Джермано       | Матвій                        |
| Емануела Іованнітті | Іванна                        |
| Кьяра Пічі          | Саломія                       |
| Анджеліка Ді Маджо  | Марта                         |
| Етторе Д'Алессандро | апостол Андрій                |
| Алекс Граціолі      | апостола Матвій               |
| Рой-Оронцо Казаліні | Йоан                          |
| Френк ДеКертіс      | Йосип Ариматейський           |
| Габріелла Райт      | менеджер телестудії           |
| Аза Бенятов         | реклама телестудії            |
| Джизелла Маренго    | медсестра Ніку                |
| Френсін Бертінг     | медсестра 2                   |
| Шериф               | Супер                         |
| Массімо Кортезі     | священик                      |
| Домінот             | перша ангел                   |
| Денніс Кейперс      | другий ангел                  |
| Джаміль Хеммуді     | ватажок банди                 |
| Джампьеро Джудіка   | капітан поліції               |
| Джованні Капальбіо  | поліцейський                  |
| Ада Перотті         | репортер                      |
| Шенін Лі            | людина з Єрусалиму            |
| Франческо Серіна    | доктор                        |
| Максімо Веласкез    | дитина Янгер                  |
| Жан-Ів Лелу         | релігійний експерт            |
| Іван Ніколетто      | релігійний експерт            |
| Амос Луццатто       | релігійний експерт            |
| Елейн Пейджелс      | релігійний експерт            |
| Рейчел Белл         |                               |
| Марія Ді Анджеліс   | опитувач експертів            |
| Вінченцо Танассі    | репортер                      |